# パウル・サボー
パウル・サボー（Paul Szabó, 1920年3月14日 - 2012年6月23日）は、ハンガリー出身のチェロ奏者。
パブロ・カザルスにチェロを学ぶ。ヴェーグ四重奏団のチェロ奏者を1940年から1978年まで務めた。